# Inkorporation (Medizin)
Inkorporation bedeutet Einverleibung: Im medizinischen Sinne ist Inkorporation die willentliche oder unbeabsichtigte Aufnahme von Stoffen, Gegenständen oder Mikroorganismen in den Körper. Dies kann über die Nahrung (oral, d. h. durch den Mund, auch als Ingestion bezeichnet), über die Atemwege (Inhalation, Aufnahme von Gas oder Schwebstoffen), dermal (durch die Haut, Wunden, Schleimhaut usw.), intravenös, intramuskulär, intraperitoneal (d. h. durch die Bauchhöhle oder andere Wege) erfolgen.

## Aufnahmeformen
Aufgenommen werden können Stoffe, auch pharmakologische, giftige oder radioaktive, in allen Zustandsformen (Puder, Flüssigkeit, Aerosol, Gas), Salbenstoffe (transdermal), Gegenstände (Verschlucken von Knopfzellen durch Kleinkinder, Einbringen von Pessaren), Stäube (Feinstaub, Asbest) sowie Krankheitserreger mit der Nahrung oder auf anderem Wege.

### Darreichungsformen (in der Therapie)
Entsprechend dem vorgesehenen Verabreichungsweg wird eine für die Therapie geeignete Arzneiform (z. B. Tinktur, Weichgelatinekapsel, transdermales Pflaster, Nasenspray) zur Darreichung gewählt.

### Ansteckung
Eine Aufnahmeform stellen Krankheitskeime dar: Prionen (unbelebt), Viren (unbelebt), Mikroorganismen (z. B. Bakterien) und Endoparasiten (mehrzellige Organismen, oft Tiere). Die Aufnahme kann auf vielfältige Weise erfolgen, z. B. mit Nahrung, Wasser, durch Händedruck, Sexualkontakt, aber auch über einen Vektor, z. B. eine Stechmücke, die Krankheitserreger (Mikroben oder Endoparasiten) von Wirt zu Wirt überträgt.

## Applikationswege
In der Medizin werden viele unterschiedliche Verabreichungswege (Applikationswege) unterschieden (z. B. buccal, enteral, intramuskulär, intranasal).

### Ingestion
Eine Form der Inkorporation ist die Ingestion, wobei Stoffe meist mit fester oder flüssiger Nahrung durch den Mund (oral) aufgenommen werden.
Als Pica-Syndrom wird eine Essstörung bezeichnet, bei der Menschen gemeinhin als ungenießbar geltende Stoffe oder Gegenstände aufnehmen.

### Aspiration
Unter Aspiration wird das Eindringen von Gegenständen oder Flüssigkeiten in den Atemtrakt verstanden.

### Inhalation
Bei der Inhalation schädlicher Stoffe werden verschiedene Wirkungen im Körper unterschieden:
1. Atemgifte mit erstickender Wirkung
Sie verdrängen den Sauerstoff. Beispiele: Stickstoff, Wasserstoff, CO2
Schutzmöglichkeit: umluftunabhängiger Atemschutz, Schutzkleidung
2. Atemgifte mit Reiz- und Ätzwirkung
Sie greifen vorwiegend die Schleimhäute an.
Schutzmöglichkeit: umluftunabhängiger Atemschutz oder im Freien bei geringer Konzentration auch Filtergeräte, Schutzkleidung
3. Atemgifte mit toxischer Wirkung auf Blut, Nerven und Gewebe
Typische Vertreter dieser Gruppe sind Gase wie CO und Blausäuregas.
Schutzmöglichkeit: umluftunabhängiger Atemschutz, Schutzkleidung
4. Atemgifte mit Strahlenwirkung auf Körperzellen
Typische Vertreter dieser Gruppe sind Stäube mit Isotopen radioaktiver Nuklide
Sie greifen vorwiegend die Zellkerne an
Schutzmöglichkeit: umluftunabhängiger Atemschutz, Schutzkleidung, Dekontamination

### Transdermale Aufnahme
Unter transdermaler Aufnahme wird die Resorption über die Haut oder Schleimhaut (z. B. buccal) verstanden. Neben Hautkontaktgiften (z. B. Blausäure) können Wirkstoffe aus transdermalen Pflastern, Salben, analen oder vaginalen Suppositorien oder Zäpfchen transdermal aufgenommen werden.

## Kontrolle ungewollter Aufnahme
Persönliche Schutzausrüstung (PSA) dient dazu, ein routinemäßig erhöhtes gesundheitsgefährdendes Aufnahmerisiko zu verringern.
Chemikaliengesetze wie das Chemikaliengesetz (ChemG) in Deutschland regeln den Umgang mit Stoffen bekannter Risiken.
Das Vermeiden, Krankheitserreger aufzunehmen, ist Aufgabenbereich der Hygiene. Zur Vermeidung einer Kontamination (Verunreinigung) von Nahrung und Wasser dienen Verfahren der Sterilisation.
Das Vermeiden der Aufnahme von radioaktiven Stoffen ist Aufgabe des Strahlenschutzes. Eine routinemäßige oder anlassbezogene Bestimmung etwaiger radioaktiver Inkorporationen erfolgt in der Inkorporationsüberwachung.